# Торревеккья-Театина
Торревеккья-Театина (итал. Torrevecchia Teatina) — коммуна в Италии, расположена в регионе Абруццо, подчиняется административному центру Кьети.
Население составляет 3746 человек, плотность населения составляет 268 чел./км². Занимает площадь 14 км². Почтовый индекс — 66010. Телефонный код — 0871.